# Bobby Pickett
Pour les articles homonymes, voir Pickett.
Bobby Pickett (né le 11 février 1938 à Somerville au Massachusetts et mort le 25 avril 2007 à Los Angeles en Californie), est un acteur, compositeur et scénariste américain.

## Biographie
Il meurt le 25 avril 2007 au West Los Angeles Veterans Hospital des suites de complications d'une leucémie.

## Filmographie

### comme acteur
- 1967 : It's a Bikini World : Woody
- 1969 : Three's a Crowd (TV) : Roy Dodson
- 1970 : The Baby Maker : Dr Sims
- 1971 : Chrome and Hot Leather (en) : Sweet Willy
- 1972 : Deathmaster : Singing Voice
- 1983 : Hot Money : Stewart
- 1983 : Les envahisseurs sont parmi nous (Strange Invaders) : Editor
- 1987 : Sister, Sister : Roger
- 1988 : Frankenstein General Hospital : Homme dans l'ascenseur
- 1989 : L'Homme homard venu de Mars (Lobster Man from Mars) : L'astrologue / Le roi de Mars
- 1995 : Monster Mash: The Movie : Dr Victor Frankenstein
- 2003 : Boogie with the Undead (vidéo) : Le Manager

### comme compositeur
- 1995 : Monster Mash: The Movie

### comme scénariste
- 1995 : Monster Mash: The Movie